# Villedômer
Villedômer ist eine französische Gemeinde mit 1.299 Einwohnern (Stand: 1. Januar 2022) im Département Indre-et-Loire in der Region Centre-Val de Loire; sie gehört zum Arrondissement Loches und zum Kanton Château-Renault. Die Einwohner werden Villedomériens genannt.

## Geographie
Villedômer liegt etwa 22 Kilometer nordöstlich von Tours am kleinen Fluss Madelon, der hier in die Brenne mündet. Umgeben wird Villedômer von den Nachbargemeinden Le Boulay im Norden, Château-Renault im Nordosten, Auzouer-en-Touraine im Osten, Neuillé-le-Lierre im Süden und Südosten, Reugny im Süden sowie Crotelles im Westen.

## Bevölkerungsentwicklung
| Jahr                      | 1962 | 1968 | 1975 | 1982 | 1990 | 1999 | 2006 | 2013 |
| Einwohner                 | 836  | 769  | 992  | 1116 | 1095 | 1135 | 1263 | 1391 |
| Quelle: Cassini und INSEE |      |      |      |      |      |      |      |      |

## Sehenswürdigkeiten
- Kirche Saint-Vincent-et-Saint-Gilles aus dem 12. Jahrhundert, Gebäude aus dem 15. Jahrhundert
- Kloster Gâtines, 1138 gegründet, 1207 wieder errichtet,
- Schloss La Noue im 16./17. Jahrhundert erbaut, Monument historique seit 1948

## Gemeindepartnerschaften
Mit der britischen Gemeinde Stapleford in Cambridgeshire (England) besteht eine Partnerschaft.